# Monsieur d’Orléans
Domnul d'Orléans (n. 13 aprilie 1607, Fontainebleau, Île-de-France, Franța – d. 17 noiembrie 1611, Saint-Germain-en-Laye⁠(d), Île-de-France, Franța), numit greșit Nicolas sau Nicolas-Henri în anumite lucrări, fiu al Franței și duce de Orléans, este un prinț francez, membru al Casei de Bourbon. Al doilea fiu al regelui Henric al IV-lea al Franței și al reginei Maria de Medici, acest duce de Orléans a fost pentru scurt timp moștenitor prezumtiv la tronurile Franței și Navarei, între moartea tatălui său și a lui, sub domnia lui Ludovic al XIII-lea al Franței.

## Biografie
Acest prinț, intitulat Duce de Orléans, este al patrulea copil al regelui Henri al IV-lea al Franței (1553-1610) și al Mariei de Médicis (1575-1642), născută prințesă a Toscanei. S-a născut, ca și restul fraților regali, în camera Ovală (cunoscută mai târziu ca „salonul Louis-XIII”) a castelului regal Fontainebleau la 13 aprilie 1607 · .

### Un prinț fără nume
Tradiția spune deja la începutul secolului al XVII-lea că al doilea fiu al regelui a primit Ducatul Orléans, al treilea fiu a primit Anjou; Cu toate acestea, acest lucru nu s-a întâmplat în mod natural cu fiii lui Henric al IV-lea. François de Malherbe indică faptul că regele a ajuns să accepte să-i confere numele „Monsieur d’Orléans”, dar „titular și nu altfel”.
Această utilizare este foarte convenabilă, deoarece permite tinerilor prinți să fie desemnați atâta timp cât aceștia nu au primit botezul deplin. Într-adevăr, în familia regală franceză se obișnuia să aștepte până la botezul solemn pentru a le da un prenume. Acesta a fost cazul viitorului Ludovic al XIII-lea, care avea să-și primească prenumele abia în 1606, după cum relatează Pierre de L'Estoile.
Micul duce de Orléans, al doilea fiu al cuplului regal, a murit înaintea ceremoniei solemne, nu a fost numit, așa cum atestă certificatul său de deces păstrat în registrele parohiale din Saint-Germain-en-Laye.
Pe de altă parte, nicio sursă contemporană nu dă un prenume acestui mic duce de Orléans. Astfel, Mercure François relatează pur și simplu că „Luni după Paște, în a șaisprezecea zi a lunii aprilie, regina a născut în Fontaine-bleau un fiu, care a fost numit Duce de Orleans.".
Unul dintre medicii săi, Rodolphe Le Maistre, îl numește „Monsenior d’Orléans” doar în relatarea pe care o dă despre ultima sa boală. În fine, doctorul tânărului Ludovic al XIII-lea, Jean Héroard, în celebrul său Jurnal, nu menționează nici un prenume .
Pierre de Guibours (père Anselme de Sainte-Marie), un celebru genealog augustinian, confirmă că acest prinț efemer nu a fost numit:
„N… de France, Duc d’Orléans, né à Fontainebleau le 16. Avril 1607, entre dix & onze heures du soir, mourut sans être nommé à S. Germain en Laye le 17. Novembre 1611, d’une fièvre letargique, fort regretté”
Totuși, încă din a doua jumătate a secolului al XVII-lea, anumite lucrări au transformat acest „N…”, care înseamnă nenumit, în Nicolas · . Această eroare minoră, dar recurentă, a fost remarcată de mai mulți istorici, precum Georges Lacour-Gayet, precum și Eudore Soulié și Édouard de Barthélemy.
Printre istoricii actuali, Philippe Delorme și Philippe de Montjouvent pun la îndoială și utilizarea prenumelui Nicolas, indicând faptul că biografii ar fi răspândit această eroare prin copiere unul de la altul.
Prenumele lui Nicolas se găsește, totuși, în lucrări recente, în special ale lui Michel Carmona, Marie de Médicis și Jean-Pierre Babelon, Henri IV, 2009.

### Un copil bolnav
Potrivit lui Louis Batiffol, biograful Mariei de Medici, care se bazează pe relatările vremii, copilul era bolnăvicios, slab, 
„înzestrat cu un cap enorm pe un corp schelet, el [a suferit] din primele sale zile. […] Se târâse, necontenit în durere”
. Când a murit în 1611, 
„i s-a deschis craniul, „creierul îi era plin de catar și totul stricat, plin de apă neagră și cerebelul s-a sfărâmat în degete la mânuirea lui””
.

### „Un suflet atât de frumos”
Pentru a încheia, să amintim povestea lui Tristan L'Hermite, care, după ce a trăit în compania copiilor de Franța, ne permite să-l cunoaștem pe acest copil într-un mod cu totul diferit. În Le Page disgracié, el povestește spiritul plin de viață al micului duce, care nu este doar copilul bolnav și suferind descris de Louis Batiffol. Renumit pentru talentul său de povestitor, Tristan L'Hermite, pe când era încă copil, spunea frecvent povești copiilor, și în special ducelui de Orléans. Dar mai întâi, el pictează cel mai măgulitor portret al acestuia:
„Ce jeune soleil entre nos princes n’avait pas encore atteint un lustre, et donnait de si grandes espérances de ses divines qualités, que c’était une merveille incomparable. Il était extrêmement beau de visage, mais il était encore plus avantagé pour l’esprit et le jugement, et disait presque toujours des choses si raisonnables et si sensées qu’il ravissait en admiration tout ce qui était près de lui. […]

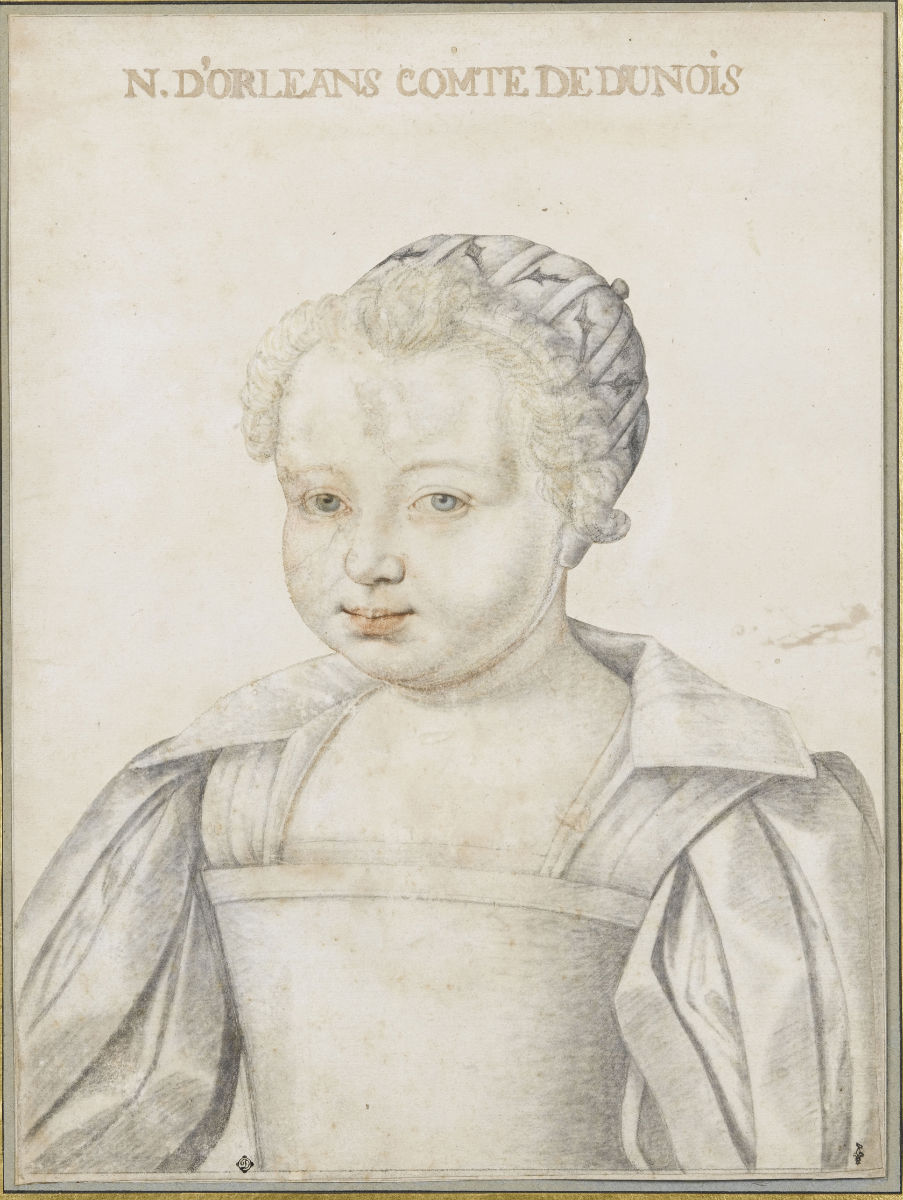
N. de Orléans, conte de Dunois de Daniel Dumonstier.

Je remarquerai seulement ici un trait enfantin de son naturel enclin à la miséricorde. Un soir qu’il avait quelque petite indisposition, sa gouvernante, dame sage et prudente, et qui rendit son nom célèbre par sa vertu, s’avisa de m’envoyer quérir pour le divertir quelques heures avec mes histoires fabuleuses ; […] j’eu recours aux fables d’Ésope […] sa santé demandant qu’il demeurât quelque jour en repos, j’eu l’honneur de l’entretenir plusieurs fois […] Je vins à lui conter une certaine aventure d’un loup et d’un agneau qui buvaient ensemble au courant d’une fontaine.”

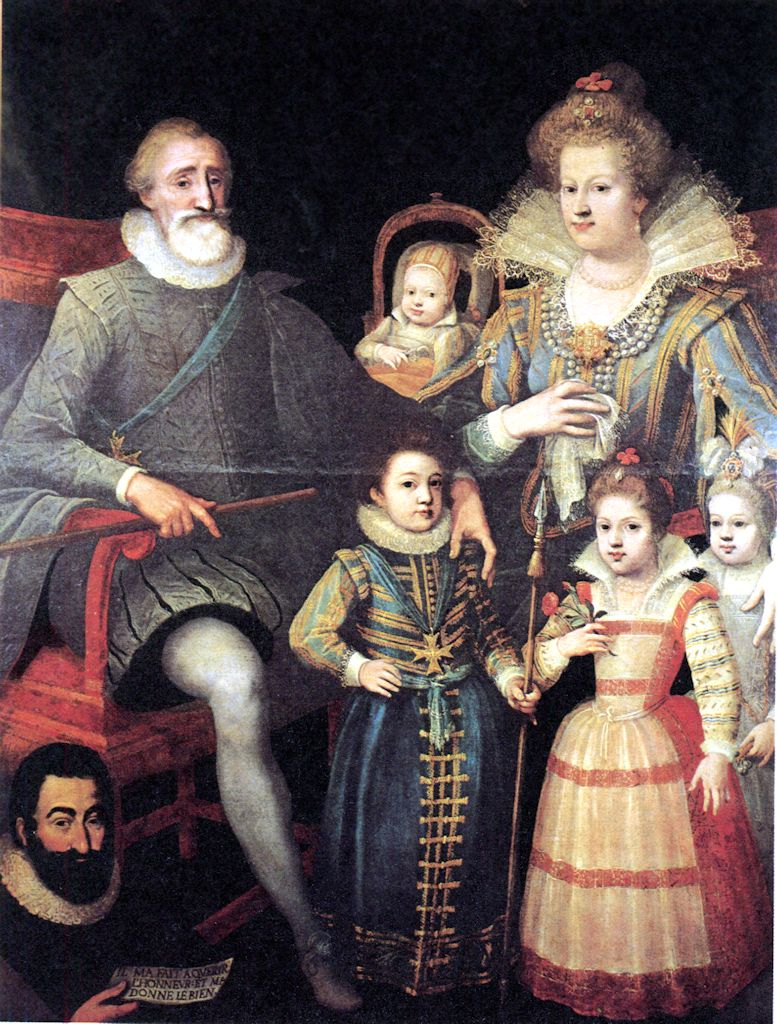
Familia regală după nașterea prințului, de Frans Pourbus cel Tânăr.

Urmează povestea acestei binecunoscute fabule, cum lupul acuză mielul de o anumită greșeală:
„Comme l’agneau repartit que cela ne pouvait être lui, puisqu’il était né que depuis deux mois. Là-dessus, ce jeune prince, voyant où tendait la chose, tira vivement ses petits bras hors de son lit, et me cria d’une voix craintive, ayant presque les larmes aux yeux : “A ! petit page, je vois bien que vous allez dire que le loup mangea l’agneau. Je vous prie de dire qu’il ne le mangea pas”. Ce trait de pitié fut exprimé si tendrement et d’une façon si fort agréable qu’il ravit en admiration toutes les personnes qui l’observèrent, et pour moi, j’en fus si sensiblement touché que cette considération me fit changer sur-le-champ la fin de ma fable au gré des sentiments de cette petite merveille. […]
Cette divine fleur [le prince] ne fut pas de ces fleurs qu’on nomme éternelles, ce fut un lis qui ne dura guère de matins. La terre la rendit au Ciel, avant qu’elle l’eût gardé plus d’un lustre. Et l’Europe perdit par sa mort de grandes espérances et de grandes craintes. Les plus excellents médecins furent appelés à sa maladie ; et comme ceux de cette profession ne s’accordent jamais guère en leurs jugements, ils donnèrent différents avis sur la manière de le traiter durant son mal, et ne cessèrent pas leur dispute après qu’il eut cessé de vivre. Cependant ils furent tous contraints d’avouer qu’il y avait quelque mauvais principe en la constitution du corps de ce jeune prince, qui l’empêchait de retenir plus longtemps sa belle âme, qui fit connaître, peu devant que d’aller là-haut, qu’elle était toute lumineuse. Toute la cour en prit le deuil.”

## Titluri și onoruri
- 13 aprilie 1607 - 17 noiembrie 1611: Alteța Sa Regală Ducele de Orléans, fiul Franței

Prințul este numit Duce de Orléans și, ca fiu cel mai mic al unui rege al Franței, a primit la naștere denumirea de fiu al Franței. Din secolul al XVII-lea, alteța regală a fost folosită pentru a numi fiii Franței, chiar dacă aceștia erau numiți de obicei Monsieur, urmat de titlul lor.

### Blazon
| Blazon | Blazon : Azur cu trei crini de aur cu eticheta argintie de Orléans.. Scutul este depășit de o coroană princiară franceză și înconjurat de gulere ale ordinelor Duhului Sfânt și ale Sfântului Michel. |

### Onoruri
- Colier al Ordinului Duhului Sfânt
- Colier al Ordinului Sfântul Mihail

Edictul lui Henric al IV-lea din 22 aprilie 1607 permite fiilor Franței să primească colierul și cordonul Duhului Sfânt încă de la naștere. De asemenea, de la nașterea lui Ludovic, delfin al Franței (viitorul Ludovic al XIII-lea) în 1601, colierul Saint-Michel a fost dăruit cu ocazia botezului fiilor Franței.